# Kai Fischbach

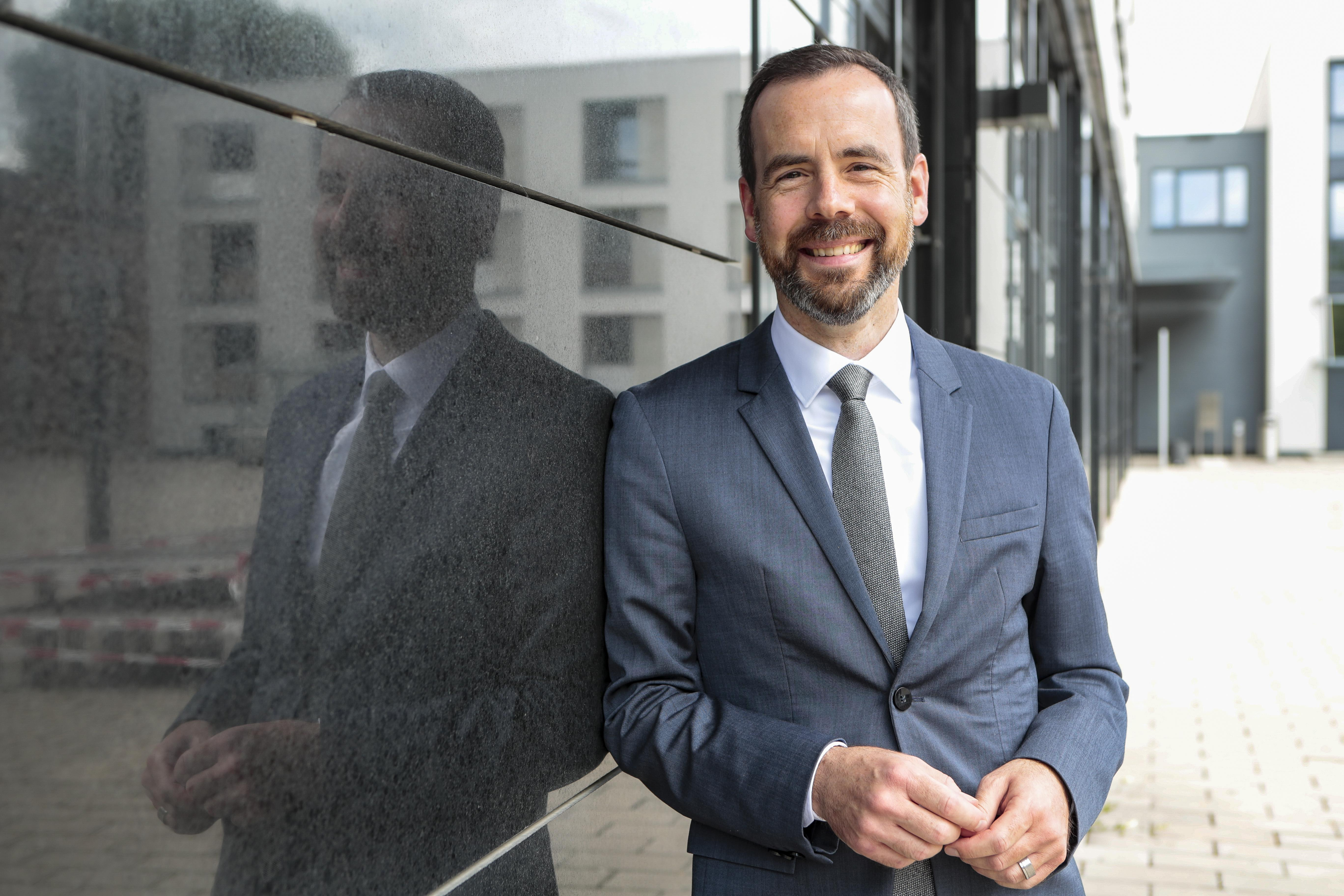
Kai Fischbach

Kai Fischbach (* 1972 in Siegen) ist Professor der Wirtschaftsinformatik und Präsident der Otto-Friedrich-Universität Bamberg.

## Leben
Kai Fischbach studierte von 1993 bis 2000 Mathematik und Sozialwissenschaften an der Universität Siegen. Zwischen 2000 und 2012 war er als wissenschaftlicher Mitarbeiter und akademischer Rat an der Universität Siegen, der WHU – Otto Beisheim School of Management und der Universität zu Köln sowie als Visiting Scholar am Center for Collective Intelligence der Sloan School of Management des Massachusetts Institute of Technology (MIT, USA), dem Department of Business Administration der University of Illinois at Urbana-Champaign (UIUC, USA) und dem Robinson College of Business der Georgia State University (GSU, USA) tätig. 2006 wurde er an der WHU mit einer Arbeit zum Thema „Strukturbildung in Peer-to-Peer-Netzwerken“ promoviert.
2012 wurde Kai Fischbach auf den Lehrstuhl für Wirtschaftsinformatik, insbesondere Soziale Netzwerke an der Otto-Friedrich-Universität Bamberg berufen. Von 2015 bis 2017 war er Dekan der Fakultät Wirtschaftsinformatik und Angewandte Informatik an der Universität Bamberg, von 2017 bis 2020 Vorsitzender des Senats und stellvertretender Vorsitzender des Universitätsrats der Universität Bamberg. Seit dem 1. Oktober 2020 ist Kai Fischbach Präsident der Universität Bamberg.
Kai Fischbach ist Gründungs- und Vorstandsmitglied der Deutschen Gesellschaft für Netzwerkforschung (DGNet). Außerdem ist er Botschafter der Stadt Bamberg und Förderprofessor der Geschäftsstelle Bamberg des Vereins MTP - Marketing zwischen Theorie und Praxis.

## Forschungsschwerpunkte
- Analyse sozialer Netzwerke (Social Network Analysis)
- Wissens- und Informationsmanagement
- Kriseninformationssysteme
- Agentenbasierte Modellierung in den Sozial- und Wirtschaftswissenschaften
- Computational Social Science

## Werke (Auswahl)
- Beck, R.; Rai, A.; Fischbach, K.; Keil, M. (2015): Untangling Knowledge Creation and Knowledge Integration in Enterprise Wikis. In: Journal of Business Economics 85(4), S. 389–420. doi:10.1007/s11573-014-0760-2
- Eismann, K.; Posegga, O.; Fischbach, K. (2021): Opening Organizational Learning in Crisis Management: On the Affordances of Social Media. In: Journal of Strategic Information Systems 30(4), 101692. doi:10.1016/j.jsis.2021.101692
- Fischbach, K.; Marx, J.; Weitzel, T. (2021): Agent-Based Modeling in Social Sciences. In: Journal of Business Economics 91, S. 1263–1270. doi:10.1007/s11573-021-01070-9
- Fischer-Preßler, D.; Eismann, K.; Pietrowski, R.; Fischbach, K.; Schoder, D. (2020): Information Technology and Risk Management in Supply Chains. In: International Journal of Physical Distribution & Logistics Management 50(2), S. 233–254. doi:10.1108/IJPDLM-04-2019-0119
- Fischer-Preßler, D.; Schwemmer, C.; Fischbach, K. (2019): Collective Sense-Making in Times of Crisis: Connecting Terror Management Theory With Twitter User Reactions to the Berlin Terrorist Attack. Computers in Human Behavior 100, S. 138–151. doi:10.1016/j.chb.2019.05.012
- Gensler, S.; Völckner, F.; Egger, M.; Fischbach, Kai; Schoder, D. (2015): Listen to Your Customers: Insights Into Brand Image Using Online Consumer-Generated Product Reviews. In: International Journal of Electronic Commerce 20(1),S.  112–141. doi:10.1080/10864415.2016.1061792
- Hsu, C.-H.; Posegga, O.; Fischbach, K.; Engelhardt-Wölfler, H. (2021): Examining the Trade-off Between Human Fertility and Longevity Over Three Centuries Using Crowdsourced Genealogy Data. In: PLOS ONE 16(8), e025528. doi:10.1371/journal.pone.0255528
- Klein, D.; Marx, J.; Fischbach, K. (2018): Agent-Based Modeling in Social Science, History, and Philosophy: An Introduction. In: Historical Social Research 43(1), S. 7–27. doi:10.12759/hsr.43.2018.1.7-27
- Putzke, J.; Fischbach, K.; Schoder, D.; Gloor, P. (2010): The Evolution of Interaction Networks in Massively Multiplayer Online Games. In: Journal of the Association for Information Systems 11(2), S. 69–94. doi:10.17705/1jais.00221
- Schoder, D.; Fischbach, K. (2003): Peer-To-Peer Prospects. In: Communications of the ACM 46(2), S. 27–29. doi:10.1145/606272.606294
- Simon, D.; Fischbach, K.; Schoder, D. (2013): An Exploration of Enterprise Architecture Research. In: Communications of the Association for Information Systems 32(1), 1. doi:10.17705/1CAIS.03201
- Zuchowski, O.; Posegga, O.; Schlagwein, D.; Fischbach, K. (2016): Internal Crowdsourcing: Conceptual Framework, Structured Review and Research Agenda. In: Journal of Information Technology 31(2), S. 166–184. doi:10.1057/jit.2016.14
- Zylka, M.; Fischbach, K. (2017): Turning the Spotlight on the Consequences of Individual It Turnover: A Literature Review and Research Agenda. In: ACM SIGMIS Database: The DATABASE for Advances in Information Systems 48(2), S. 52–78. doi:10.1145/3084179.3084185